# H.E.R.
H.E.R., vlastním jménem Gabriella Sarmiento Wilson, v počátcích vystupující jako Gabi Wilson, (* 27. června 1997 Vallejo) je americká zpěvačka.
Kariéru zahájila v dětství, již v deseti vystupovala v televizním pořadu Today s coververzí písně od zpěvačky Alicie Keys. Ve čtrnácti již měla smlouvu s vydavatelstvím J Records a v roce 2014 vydala svůj první singl „Something to Prove“.
V roce 2016 začala používat jméno H.E.R., akronym slov Having Everything Revealed (mít vše odhaleno), v září toho roku vydala své první EP H.E.R. Volume 1, následované v červnu 2017 dalším EP H.E.R. Volume 2 a v říjnu 2017 H.E.R. Volume 2, The B Sides. Zároveň vyšla kompilace H.E.R., sdružující všechna tato EP na jeden nosič.
V srpnu 2018 vydala EP I Used to Know Her: The Prelude, následované v listopadu téhož roku dalším EP I Used to Know Her: Part 2. Společně vyšly v roce 2019 na kompilaci I Used to Know Her, obsahující ještě několik dalších písní. V červnu 2021 vydala svou první dlouhohrající řadovou desku Back of My Mind, na níž hostovali mimo jiné Chris Brown, Lil Baby, Hit-Boy a Ty Dolla Sign.
Sama v průběhu let hostovala v písních Jhené Aiko, Toni Braxton, Ushera, Diddyho, Maroon 5, Eda Sheerana a dalších.
Je několikanásobnou držitelkou ceny Grammy, za píseň „Fight for You“ z filmu Jidáš a černý mesiáš (2021) získala Oscara a nominaci na Zlatý glóbus.